# Villa Carlos Paz
Villa Carlos Paz, również Carlos Paz, niegdyś Santa Leocadia − miasto położone w Argentynie w prowincji Córdoba, 36 km na zachód od stolicy u podnóża gór Sierras de Córdoba. Miasto to jest główną bazą Rajdu Argentyny, eliminacji Rajdowych Mistrzostw Świata.
W Santa Leocadia urodziła się bł. Maria del Transito Cabanillas (1821−1885), tercjarka franciszkańska.
W miejscowości tej mieszkał i zmarł polski prozaik i działacz Związku Polaków − Florian Czarnyszewicz (1900−1964).